# Honda N-BOX
El Honda N-BOX (ホンダ・N-BOX, Honda Enu Bokkusu) és un automòbil lleuger o kei car produït pel fabricant d'automòbils japonés Honda des de l'any 2011. L'N-BOX és un microvolum que substitueix al Honda Vamos i fou el primer model de la renovada gama kei de Honda, la sèrie N.
A desembre de 2019, l'N-BOX ha esdevingut el cotxe més venut al Japó per 28 mesos consecutius. El model ha venut més d'1,7 milions d'unitats des del seu llançament al mercat. Ha estat el kei car més venut dels anys 2012, 2013, 2015, 2016, 2017, 2018, 2019, 2020 i 2021.

## Primera generació (2011-2017)

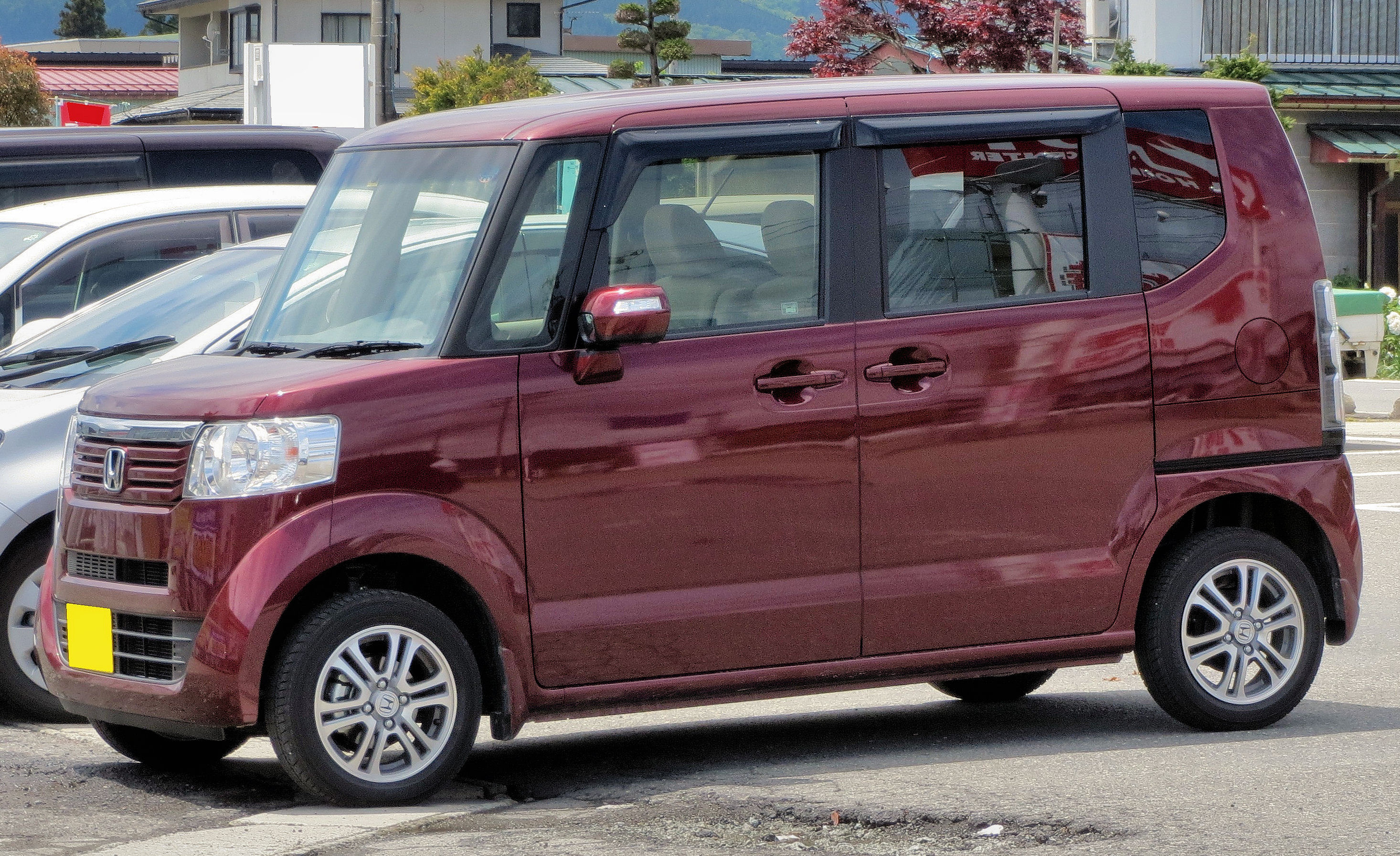
N-BOX G (L Package)

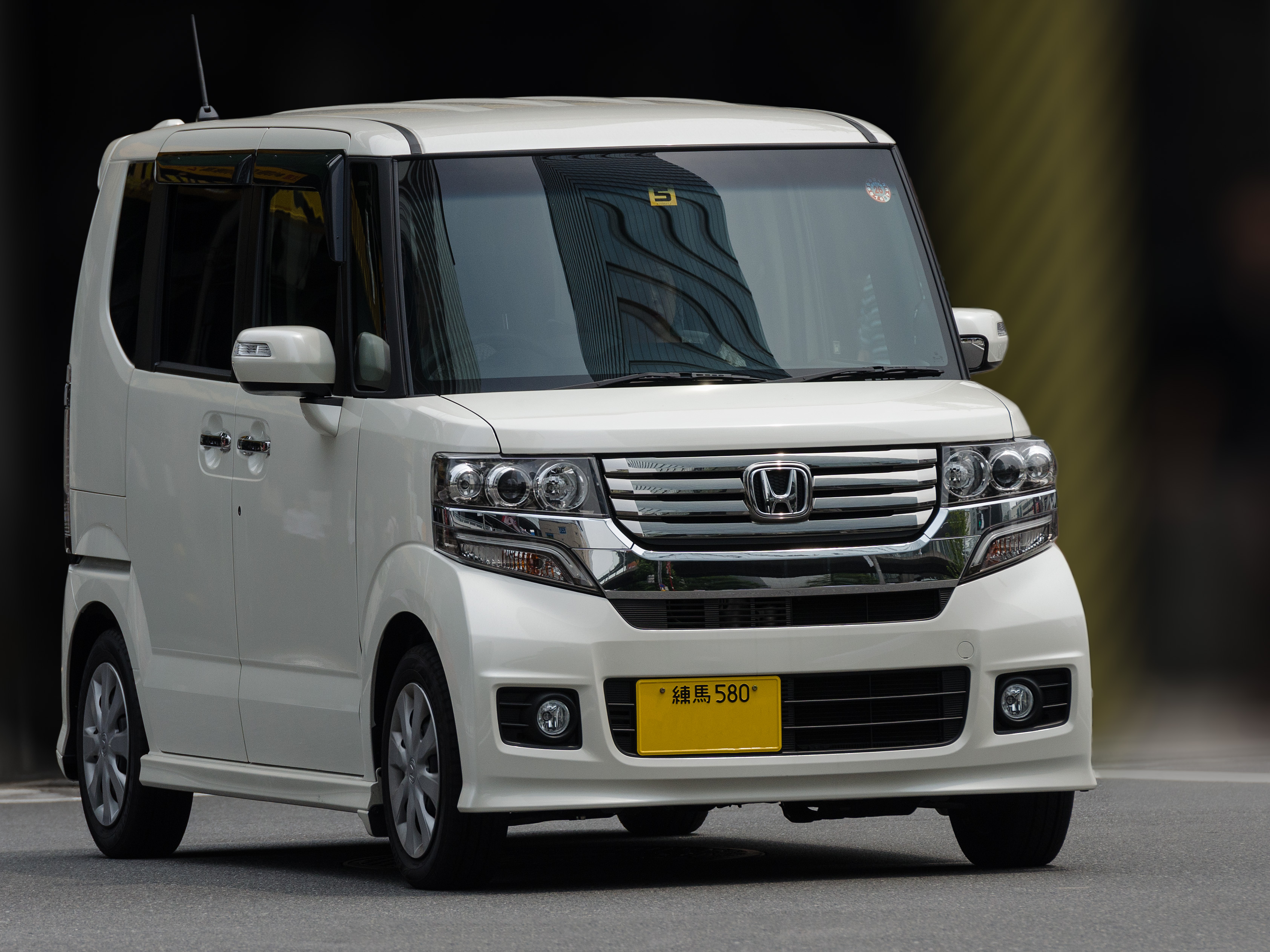
N-BOX Custom

Amb la creació de la "sèrie N" de kei cars que Honda va presentar per tal de renovar i ampliar la seua gama d'automòbils lleugers, arribà el Honda N-BOX, un microvolum de sostre alt i portes corredisses a l'estil de les noves modes kei, com ara els nous Daihatsu Tanto o Suzuki Palette. Fins aleshores, la marca havia comercialitzat com a microvolum recreacional/comercial el Honda Vamos, una versió més luxosa i menys industrial de la Honda Acty. L'N-BOX es presentà oficialment al Saló de l'Automòbil de Tòquio de 2011 i, immediatament després del seu llançament comercial, començà a rebre diferents premis i guardons pel seu caràcter innovador. Des del seu començament, fou un model "supervendes", col·locant-se al cap de les llistes de vendes d'automòbils lleugers i automòbils en general.
L'N-BOX comparteix plataforma amb tots els models kei de nova generació de la Honda, l'anomenada "sèrie N". El motor que equipà fou el S07A, de nova generació pero desenvolupat sobre la base del P07A, ja utilitzats als Honda Life i Honda Zest: un tres cilindres en línia DOHC (atmosfèric o amb turbocompressor) de 658 centímetres cúbics. L'única transmissió disponible fou una caixa CVT. El consumidor pot triar entre la tracció al davant o a les quatre rodes.
El juliol de 2012 es presentà l'N-BOX+, que es diferència del model convencional per diverses millores estètiques i d'equipament però amb un disseny exterior idèntic i el desembre de 2014 es presentà l'N-BOX Slash, un sub-model derivat amb el sostre més baix i un aspecte més esportiu. La producció i comercialització dels N-BOX i N-BOX+ va finalitzar simultàniament a l'agost de 2017.

### N-BOX Slash (2014-2020)

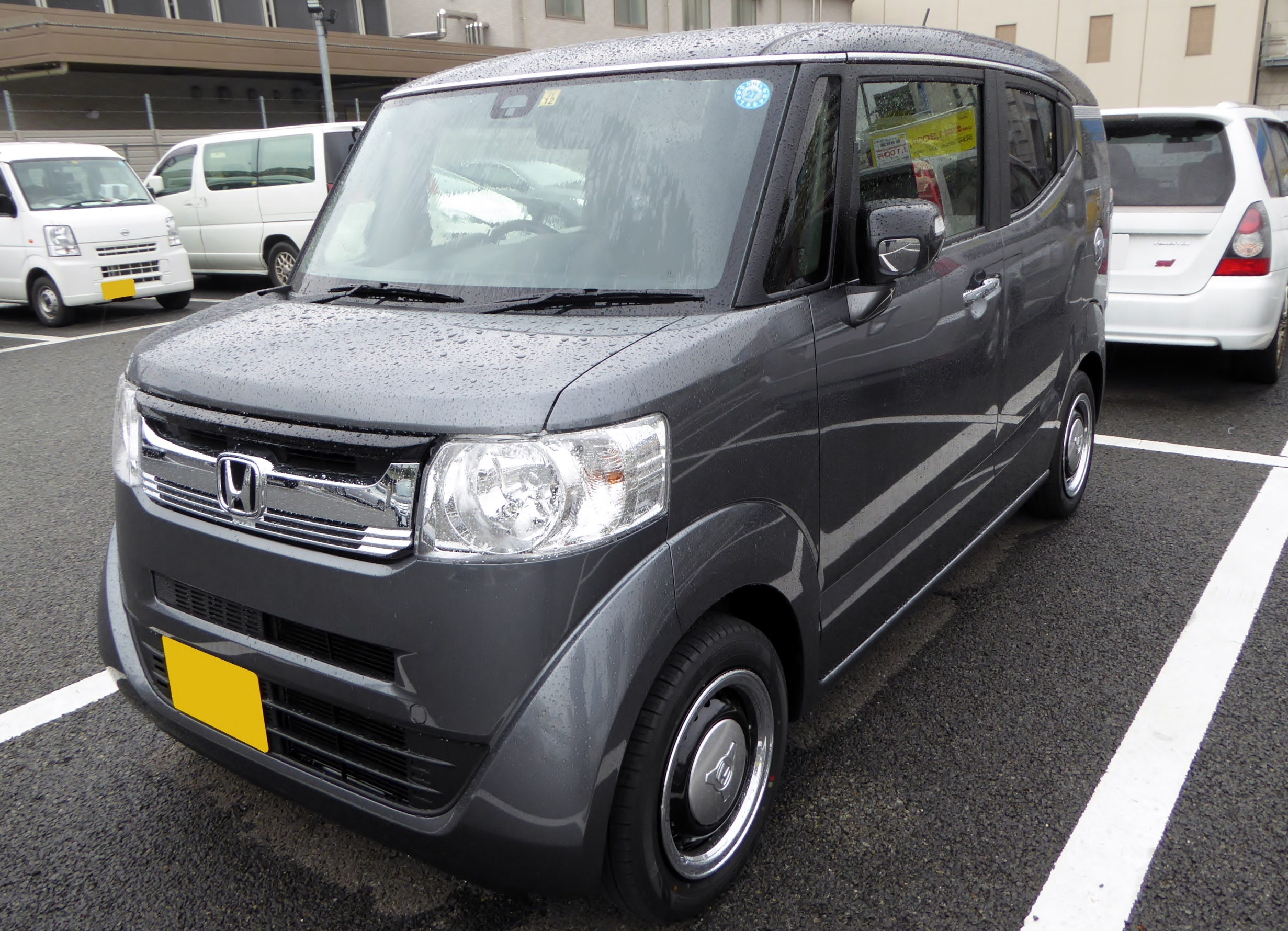
N-BOX Slash X

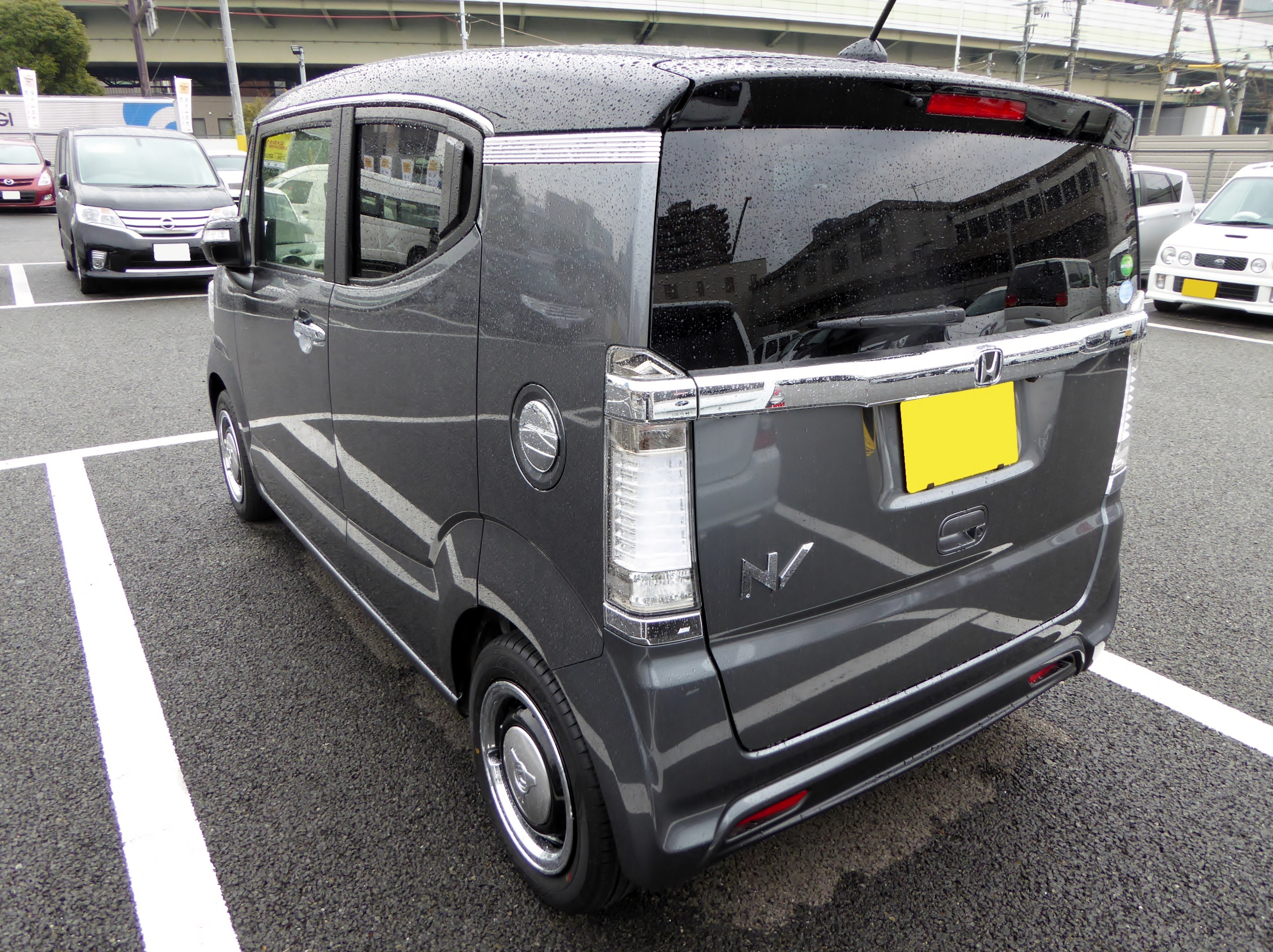
N-BOX Slash X

Es presentà i llançà al mercat el desembre de 2014 com a un sub-model derivat del N-BOX. Desenvolupat sobre la mateixa plataforma, el model és 100 mm més baix que l'N-BOX, amb una línia de sostre que va baixant cap a la fi i una línia de finestra que va pujant per a donar un estil esportiu i coupé encara que siga un microvolum. Les portes del darrere no són corredisses i tenen les manetes amagades, contribuint així a l'estil coupé. A més de la pintura monocromàtica, també hi havia l'opció bicolor amb el sostre d'un color i la resta de la carrosseria d'un altre.
Mecànicament, l'N-BOX Slash era idèntic al model de base, l'N-BOX. No obstant això, l'Slash equipava un novedós fre electrònic que s'activa amb un botó.
Una vegada que l'N-BOX deixà de produir-se l'any 2017, la producció del N-BOX Slash continuà fins al febrer de 2020 ja que havia estat introduït més tard a la gama. Com el concepte original que era, l'N-BOX Slash no va rebre successor a la gama.

## Segona generació (2017-)

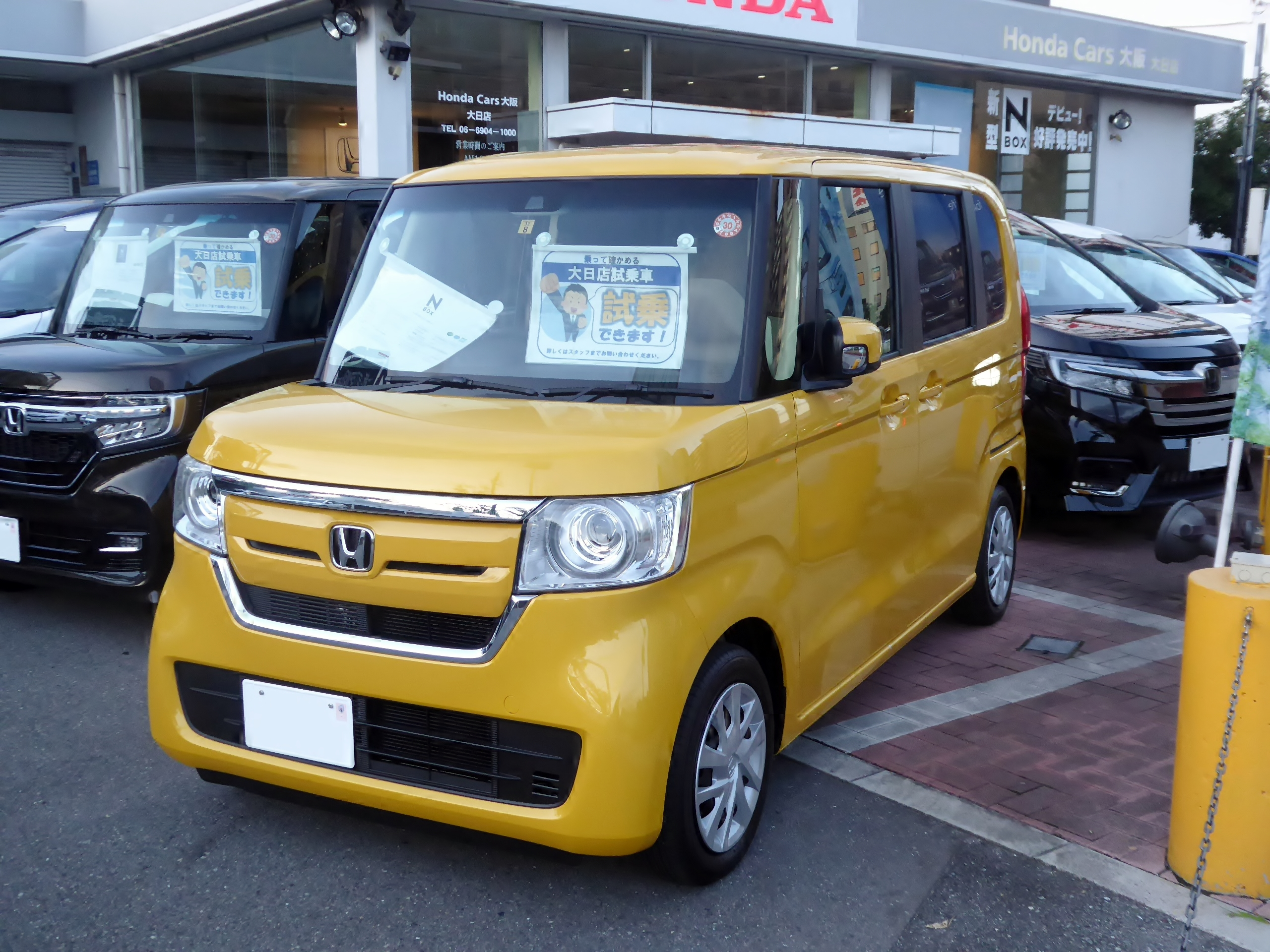
N-BOX G (Ex Sensing)

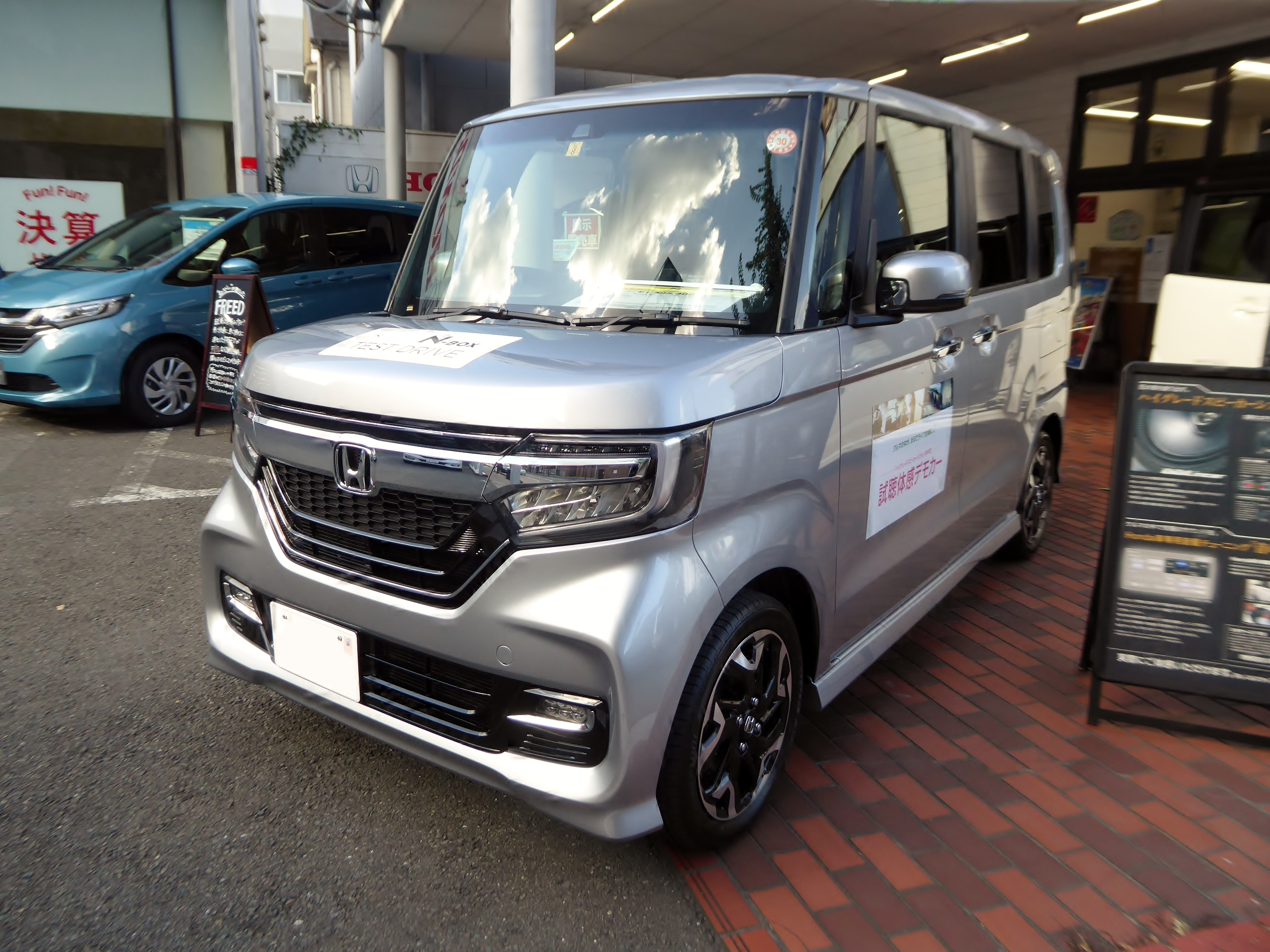
N-BOX Custom G-L Turbo Sensing

La segona generació del N-BOX va ser desvetllada el 25 de maig de 2017 i presentada el 31 d'agost per un livestream a YouTube. La comercialització del model començà l'1 de setembre del mateix any.
Mecànicament, aquesta segona generació és idèntica a la primera en motor, transmissió i opcions de tracció. També equipa la tecnologia Honda Sensing, la qual inclou un sistema de fre d'emergència amb detecció de vianants, assistent de manteniment de carril amb senyals acústics, etc.
El desembre de 2020 el model va rebre un redisseny per a l'any comercial 2021.